# Michael Chopra
Michael Chopra (Newcastle upon Tyne, 23 december 1983) is een Engels voormalig profvoetballer die als aanvaller speelde.
Chopra doorliep de jeugdopleiding van Newcastle United waar hij ook het eerste team haalde. Tussen 2006 en 2011 kwam hij uit voor Cardiff City, met een vanwege zijn Newcastle verleden controversiële onderbreking bij Sunderland AFC wat hem ook tweemaal terugverhuurde aan Cardiff. Vervolgens speelde hij voor Ipswich Town en Blackpool FC. Eind 2015 speelde Chopra in India voor Kerala Blasters en sinds begin 2015 kwam hij uit voor het Schotse Alloa Athletic FC. Hij beeindigde zijn professionele loopbaan in 2016 bij Kerala Blasters.
Hij was Engels jeugdinternational en mocht vanwege zijn Indiase vader ook voor India uitkomen. Van de Indiase autoriteiten moest hij daarvoor wel zijn Britse nationaliteit opgeven. Daartoe was hij medio 2014 bereid. In zijn tijd bij Ipswich Town werd duidelijk dat Chopra met gokproblemen en -schulden kampte. Hiervoor werd hij behandeld en de club hielp hem met zijn schulden. In 2013 kreeg hij een schorsing van tien jaar van de British Horseracing Authority (BHA) vanwege verdachte weddenschappen bij paardenraces.